# أجد عبرين
أجد عبرين هي قرية لبنانية من قرى قضاء الكورة في محافظة الشمال.

## التسمية
أصل الاسم سرياني مستمد من كلمة «جد» والتي تعني الأرض النصيب نسبة إلى الإله «جاد» السامي إله الحظ والنصيب. و«عبرين» التي تعني القناة أو الجهة الأخرى. فيكون معناها أرض نصيب الساكنين في الجهة الإخرى.